# Ishaq Abdulrazak
Ishaq Abdulrazak (* 5. Mai 2002 in Kaduna) ist ein nigerianischer Fußballspieler. 

## Sportlicher Werdegang
Abdulrazak entstammt der nigerianischen Unity Academy, ab Anfang 2020 trainierte er beim schwedischen Klub IFK Norrköping und unterzeichnete bei ihm wenige Tage nach seinem 18. Geburtstag im Mai 2020 einen Profivertrag. Er debütierte im Juni am ersten Spieltag der aufgrund der COVID-19-Pandemie verspätet begonnenen Spielzeit 2020 beim 2:1-Erfolg über den Kalmar FF in der Allsvenskan, als er für Sead Hakšabanović eingewechselt wurde. Im Laufe der Spielzeit kam er für den Klub häufiger zum Einsatz, bei seinen 15 Saisoneinsätzen war er jedoch bei Trainer Jens Gustafsson vornehmlich Einwechselspieler und stand nur in drei Partien in der Startformation. In der folgenden Spielzeit hatte der Mittelfeldspieler sich jedoch unter dem neuen Trainer Rikard Norling als Stammspieler etabliert und stand in allen 30 Saisonspielen an der Seite von Samuel Adegbenro, Alexander Fransson und Oscar Jansson auf dem Platz. Am Saisonende rangierte er mit der Mannschaft auf dem siebten Platz im Endklassement. In der folgenden Spielzeit 2021 stand er nur noch in zehn Liga- sowie zwei Pokalspielen auf dem Platz.
Im Sommer 2022 wechselte Abdulrazak dann weiter zum belgischen Erstligisten RSC Anderlecht und unterschrieb dort einen Vertrag mit einer Laufzeit von vier Jahren. In seiner ersten Saison bestritt er 3 von 34 möglichen Ligaspielen für die erste Mannschaft zu Beginn der Saison sowie drei Spiele im Europapokal. Dazu kamen 18 von 32 möglichen Ligaspiele für die U 23-Mannschaft, die in der Division 1B spielt.
Ohne ein Spiel für Anderlecht in der Saison 2023/24 bestritten zu haben, wurde er Anfang August 2023 an den schwedischen Verein BK Häcken ausgeliehen. Auch wenn die Saison sich in Schweden nach dem Kalenderjahr richtet, wurde die Ausleihe bis zum Ende der „mitteleuropäischen“ Saison 2023/24 befristet. Danach erfolgte eine weitere Leihe bis Ende 2024 zu Odds BK.